# Carl Pataky
Carl Pataky (* 25. Juli 1844 in Arad, Königreich Ungarn, Kaisertum Österreich; † 11. August 1914 in Bad Reichenhall, Deutsches Reich) war ein ungarischer Verleger in Wien und Berlin.

## Leben
Carl Pataky stammte aus Arad in Ungarn, möglicherweise aus einer jüdischen Familie. Spätestens seit 1872 lebte er in Wien als Redakteur einer Vorstadtzeitung. 1875 gründete er dort die Zeitschrift Der Metall-Arbeiter. 1879 eröffnete Pataky in Berlin ein Büro seines Zeitschriftenverlages.
Seit 1883 war er auch Mitinhaber der Firma Carl Pataky & Hugo Tischler, technisches Bureau für Patente in Wien. Seit diesem Jahr hatte er außerdem in Berlin ein Büro für Besorgung und Verwerthung von Patenten, speziell für Erfindungen der Eisen- und Metall-Industrie.
Seit 1891 lebte Pataky nur noch in Berlin. Später trug er auch die Berufsbezeichnung Patentanwalt. 
1898 gab er das Lexikon deutscher Frauen der Feder seiner Frau Sophie Pataky heraus.
Seit 1907 lebte das Paar in Meran in Tirol. Der Verlag und das Patentbüro in Berlin wurden unter seinem Namen von Nachfolgern weitergeführt. 1914 starb Carl Pataky bei einem Kuraufenthalt in Bad Reichenhall.

## Ehen und Nachkommen
Carl Pataky war in erster Ehe mit Carolina Pentz (1840/41–1880) verheiratet. Sie hatten die Tochter Mathilde Barbara (1878–1962). Diese heiratete Richard Schuster und danach um 1901 dessen Kompagnon Ludwig Loeffler vom Verlag Schuster & Loeffler. (Dieser verließ danach das Unternehmen.) Sie hatten die Söhne Ekkehard Loeffler und Dr. jur. Klaus Loeffler.
Carl Pataky heiratete nach 1880 Sophie Caroline Štípek. Diese Ehe blieb wahrscheinlich kinderlos.

## Publikationen
Carl Pataky gab in seinem Verlag verschiedene Zeitschriften und Kalender sowie das Lexikon seiner Frau heraus.
Zeitschriften
- Der Metall-Arbeiter, seit 1875
- Deutsche Schriftsteller-Zeitung, 1885–1889, mit Joseph Kürschner

Bücher
- Sophie Pataky: Lexikon deutscher Frauen der Feder, 2 Bände, 1898, Verlagsrechte 1899 an Schuster & Loeffler

Verfasser
- Bauindustrie-Adressenbuch für Wien und die österreichischen Kronländer 1879[9]

## Verlag nach 1907
1907 wurde H. J. Müller Teilhaber des Verlages Carl Pataky in Berlin. 1914 übernahm er diesen nach Patakys Tod. Um 1920 wurde der Verlag an Robert Maetzig verkauft. Dieser benannte ihn ca. 1930 in Maetzig & Co. G.m.b.H. vorm. Carl Pataky um.
Im Verlag wurden weiter Zeitschriften und Kalender für die Metall- und Eisenindustrie herausgegeben. Dazu erschienen dort seit etwa 1920 auch Bücher aus diesen Gebieten.